# Irene Manning
Irene Manning (Cincinnati, Ohio, 17 de julio de 1912-San Carlos, California, 28 de mayo de 2004) fue una actriz y cantante estadounidense. Fue conocida por películas como Yanqui Dandy (1942), The Desert Song (1943) y Shine on Harvest Moon (1944), entre otras.